# Glacier du Col de la Cascade
Le glacier du Col de la Cascade est un ancien glacier suspendu, dans les Pyrénées. Il était situé dans le massif du Mont-Perdu au cœur du cirque de Gavarnie, sur le versant nord de la frontière franco-espagnole, dans le département français des Hautes-Pyrénées en Occitanie.

## Géographie
Le glacier se situait sous le col de la Cascade, en dessous de l'Épaule du Marboré.
On lui a souvent attribué à tort le nom de son voisin, le glacier de l'Épaule.
Ses eaux de fonte contribuaient à alimenter la cascade de Gavarnie, et le gave de Gavarnie.

## Histoire
Au petit âge glaciaire, le glacier du Col de la Cascade était un petit glacier suspendu.
Il passa au stade de glacier résiduel dans les années 1920.
Ses derniers restes disparurent après le milieu des années 1980.